# 杜尔希普尔
杜尔希普尔（Dulhipur），是印度北方邦Chandauli县的一个城镇。总人口7744（2001年）。

## 人口
该地2001年总人口7744人，其中男性3986人，女性3758人；0—6岁人口1447人，其中男688人，女759人；识字率34.30%，其中男性为41.92%，女性为26.21%。